# شجاع‌آباد (کلیبر)
شجاع‌آباد (Shojaabad) یکی از روستاهای استان آذربایجان شرقی است که در دهستان میشه‌پاره بخش مرکزی شهرستان کلیبر واقع شده‌است.
در اواخر دهه ۱۳۲۰، بر اساس جلد چرم فرهنگ جغرافیایی ایران، شجاع‌آباد ۶۷ تن سکنه داشت. بر اساس سرشماری ۱۳۸۵، جمعیت روستا ۷۳ نفر در ۲۱ خانواده بود. یک آمارگیری اخیر جمعیت را ۸۰ نفر در۲۲ خانوار اعلام کرده‌است.
قبل از وقوع انقلاب اسلامی، یک قهوه‌خانه محقر، در بالای روستا به کوهنوردانی که بین کلیبر و قلعه بابک دررفت و آمد بودند خدمات می‌داد. در دوران فترت کوهنوردی (سالهای ۱۳۵۹–۱۳۷۶) قهوه‌خانه تعطیل شد. بعد از اهمیت یافتن دوباره قلعه بابک در دوره محمد خاتمی تأسیس زیر ساختهای گردشگری شروع شد و در حال حاضر شجاع‌آباد در حال تبدیل شدن به یک قطب گردشگری است.درباره ریش سفید این روستا گفته میشود آقای حاج رمضان اسدی که در بهمن ماه سال 1393 و مرحوم خیرالله حسین پور بودن که متاسفانه فوت کردند.

## اطلاعات بیشتر
یک طرح مربوط به پرواربندی گوساله ۱۰۰ راسی با سرمایه‌گذاری بخش خصوصی در روستای شجاع‌آباد در حال احداث است. این دامداری در زمینی به مساحت ۴۰۰۰ مترمربع و با سالنی به عرض هشت و طول ۵۰ متر و در کنار آن، انبار کنسانتره و علوفه نیز در جوار سالن پرورشی در حال ساخت است.